# Reichenbach (Klipphausen)
Reichenbach ist ein Ortsteil der Ortschaft Scharfenberg in der Gemeinde Klipphausen im Landkreis Meißen, Sachsen.

## Geographie

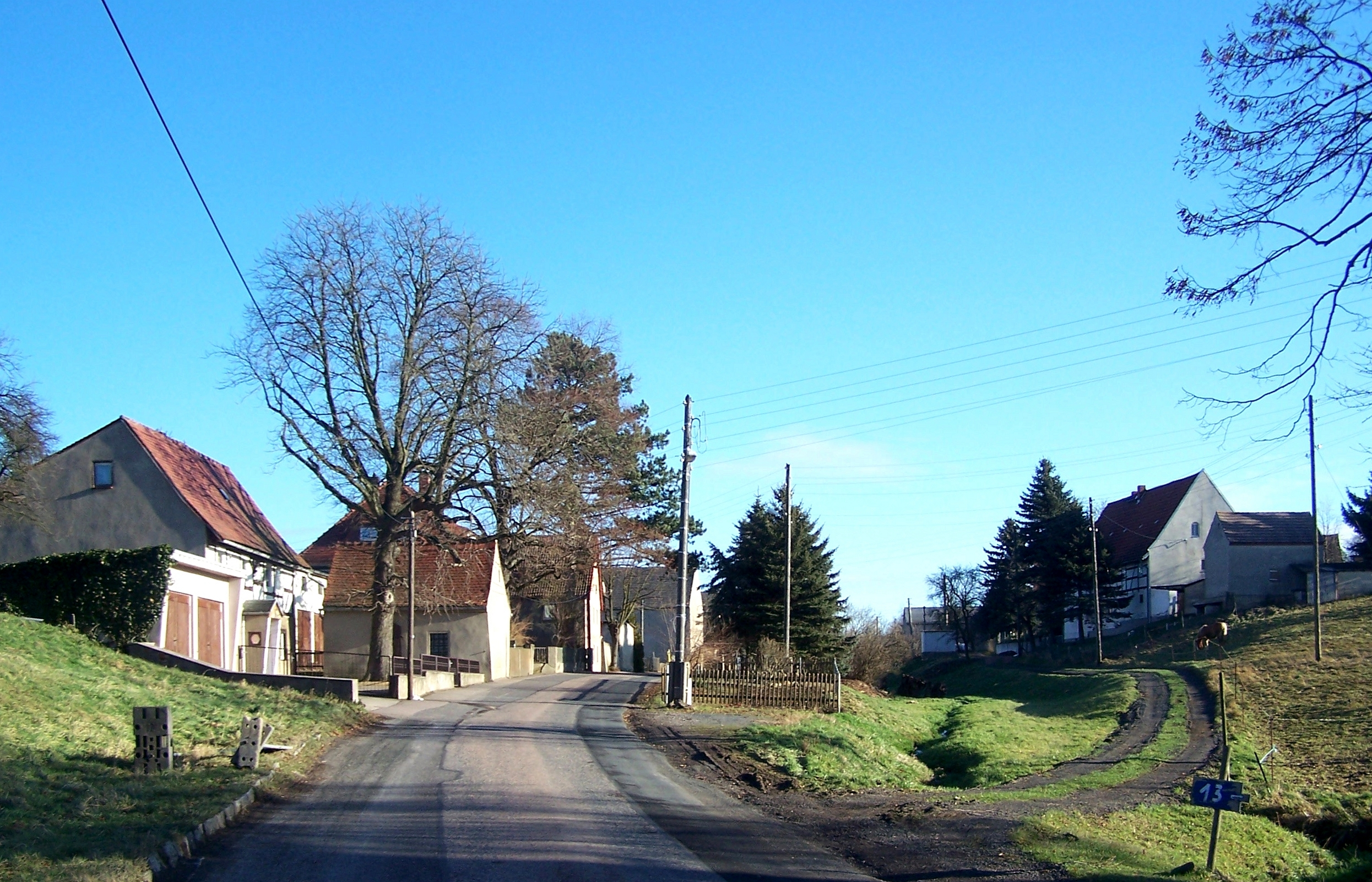
Ortsansicht

Reichenbach liegt südlich von Meißen im Meißner Hochland. Das Dorf ist umgeben von den anderen zu Scharfenberg beziehungsweise Klipphausen gehörenden Dörfern Reppnitz im Osten, Naustadt im Südosten, Riemsdorf im Südwesten, Spittewitz im Westen, Bockwen im Nordwesten und Batzdorf im Norden. Auf der südlichen Straßenseite liegen vier ursprüngliche Vierseithöfe, die durch Abbruch von Gebäuden jedoch teilweise ihre Form verloren haben. Auf der Nordseite befinden sich kleinere Bauernwirtschaften. Mehrere Gebäude im Ort sind als Kulturdenkmal geschützt (siehe Liste der Kulturdenkmale in Reichenbach).
Etwa 200 Meter westlich der Ortslage liegt der Reichenbacher Teich. Dieses vom Riemsdorfer Wasser durchflossene Hochwasserschutzbecken entwässert über das Rehbocktal zur nahen Elbe und entstand in den 1970er Jahren als Wasserreservoir für die LPG Bockwen.

## Geschichte

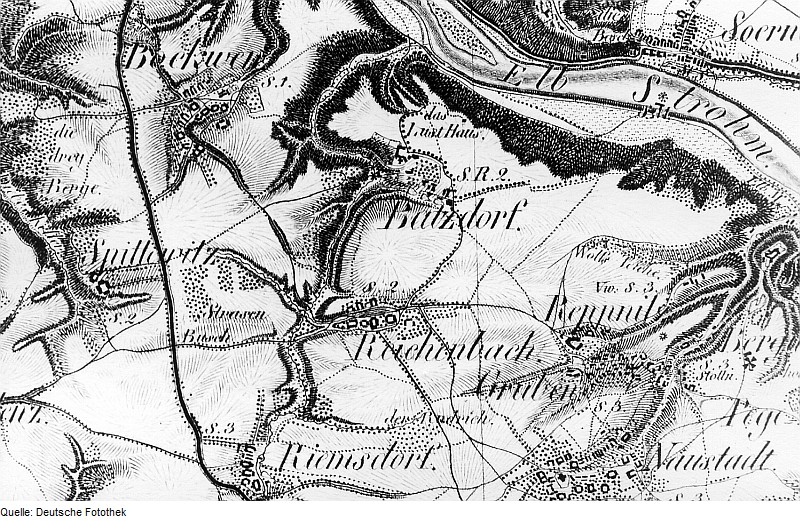
Reichenbach auf einer Karte aus dem 19. Jahrhundert

Erstmals urkundlich erwähnt wurde Reichenbach 1271 als „Richenbach“; der Ortsname bedeutet „Siedlung am wasserreichen Bach oder am fruchtbaren Talgrund“. Verwaltet wurde das Dorf vom Erbamt Meißen. Die Grundherrschaft übten die Herren des Rittergutes Batzdorf aus. Das Straßenangerdorf verfügte 1884 über eine 141 Hektar große gewannähnliche Block- und Streifenflur. Seit dem 19. Jahrhundert gehörte zu „Reichenbach bei Meißen“, wie die Landgemeinde zur Unterscheidung von etwa fünf weiteren namensgleichen Orten in Sachsen hieß, auch der Ortsteil Spittewitz. Als die Gemeinde Reichenbach am 1. Juli 1950 ihre Selbstständigkeit verlor, wurde sie aus geographischen Gründen geteilt. Der Hauptort schloss sich Scharfenberg an, Spittewitz kam an Bockwen. Als Bockwen-Polenz am 1. April 1993 ebenfalls nach Scharfenberg eingemeindet wurde, waren Spittewitz und Reichenbach wieder in einer Gemeinde vereint. Seit der Eingemeindung Scharfenbergs am 1. Januar 1999 gehört Reichenbach zu Klipphausen.

### Einwohnerentwicklung
| Jahr | Einwohner                     |
| ---- | ----------------------------- |
| 1547 | 8 besessene Mann, 11 Inwohner |
| 1764 | 9 besessene Mann              |
| 1834 | 73                            |
| 1871 | 73                            |
| 1890 | 74                            |
| 1910 | 97                            |
| 1925 | 102                           |
| 1939 | 91                            |
| 1946 | 148                           |
| 1950 | siehe Scharfenberg            |